# 若泽·博韦
若澤·博韋（法語：José Bové，1953年6月11日—），本名約瑟夫·博韦，法國左翼政治家，出生於法國吉倫特省塔朗斯。他是當代另類全球化運動的代表人物之一。他曾參與農民運動團體農民聯盟與農民之路，並且因其對抗基因改造作物的公民抗命運動而聞名。
他曾參加2007年法國總統選舉，並在第一階段獲得1.32%選票，排名第十；2009年他代表由綠黨和其他歐洲環保主義政黨組成的聯盟參加歐洲議會大選，並成功當選歐洲議會議員，任期到2014年。

## 成長背景
1953年6月11日，約瑟·博韦出生於法國吉倫特省的Talence。
其父約瑟夫·博韦（Joseph Bové）為盧森堡人，因出任國家農業研究所（Institut national de la recherche agronomique，簡稱 INRA）地區主任而入籍法國。博韦宣稱其父「從未研究基因改造作物」。其母 Colette Dumeau 為自然科學教師。其兄弟之一為工程師，另一位從事資訊工作。由於雙親在他三歲時至柏克萊加州大學訪問，他也能說流利的英語。事實上他童年都在美國度過。
他高中曾就讀於 Athis-Mons 的一所私立耶穌會中學，因為抗拒宗教教育而在1968年遭逐。因其雙親被調至波爾多任職，此時他獨居巴黎，常參加無政府主義者的聚會。他在獲得業士資格後打算從事哲學教育，之後就讀波爾多大學。在1970年代初，他是一位反戰、和平主義者，並親近基督教勞工運動，他也參與了反越戰運動。1972年，他因為拒服兵役被列為逃兵。1973年，他至印度展開「啟蒙之旅」，在此結識了發展非暴力哲學的義大利詩人朗薩· 戴勒瓦斯特。

### 遷居拉扎克: 1973-1981
博韦既不願服兵役，也不願作良心的拒服兵役者。他為了躲避軍方搜捕，避居於比利牛斯山區的一個農墾地。1973年，他參與一場反對拉扎克軍事基地擴建的集會。1976年，他與妻女定居於此，以養羊為業，但未改其異議份子本色。其一貫的反軍事立場與反基地運動一拍即合。1976年，他與另外21個人侵入拉扎克軍事基地，搶走農民的賣地契約。他因此被判入獄3週（緩刑），並遭褫奪公權。同年，博韦夫婦決定佔用一片自1920年起廢棄的農地，此地也是軍方的基地預定地。1977年，博韦率領90輛拖拉機闖入軍方靶場，與事者中還有一位蒙面的軍人。
1981年，剛上任的法國總統弗朗索瓦·密特朗公佈取消基地擴建案，並決定將過去徵收的土地出租。這是反基地擴建運動的勝利。

### 農業工會: 1981-1993
1978年，博韦夫婦發起地方青年農民中心（Centre cantonal des Jeunes agriculteurs）。從1981年9月起，原班人馬組成了阿韋龍省工農工會。由於一些情境國際（Situationist International）人士及友人 René Riesel 的要求，他此時已開始鼓吹「另類農業」。
1987年，他參與農民聯盟的創造，並成為5名全國書記之一。此聯盟由佔主流的國家農業工會聯盟（ FNSEA）左翼及其他小型左翼工會組成，志在改變農業模式，並反對現代食品工業，其理由是對環境與人（消費者與農民）的尊重。
博韦發起多場反對關稅暨貿易總協定與共同農業政策的遊行，並在當地生產洛克福乳酪所需羊乳的小農間鼓動工會運動。他創立了洛克福委員會，該會在1987年更名為羊乳生產者工會。

### 其它活動: 1995-1999
博韦從事的活動不限於農業運動。在1995年，他在太平洋上參加綠色和平組織反對核試驗的行動，該次試驗由甫登法國總統大位的席哈克下令。他也以行動支持法國海外屬地大溪地與卡納克居民的運動。
他從事另類全球化運動，並且是ATTAC的創始成員之一。

### 另類全球化與公民抗命: 1999-2003
1999年他參加了在西雅圖舉行的反世貿示威。
2001年1月，在世界社會論壇舉辦之際，他在巴西領導一場反對孟山都公司的行動，他指控該公司非法製造基因改造大豆。
2001年7月，他在熱那亞參加另類全球化運動者的反八大工業國會議遊行。
2002年3月，他與 Paul Nicholson（巴斯克農民）及 João Pedro Stedile（巴西「無地者運動」負責人）參加農民之路的代表大會；該次大會受巴勒斯坦農民之邀，以紀念世界地球日。這次拜訪是「保衛巴勒斯坦人民國際行動」的一部分，在他們到達佔領區的次日，以色列國防軍對該地展開攻擊，導致計畫大亂。代表團決定回到被以色列軍隊包圍的拉姆安拉城，博韦在此會見了阿拉法特。後來他被以色列軍方拘禁兩日後獲釋，返抵巴黎奧利機場時，遭青年猶太組織貝塔爾的成員暴力相向。
此後不久，媒體詢問博韦對法國猶太教會堂遭暴力攻擊的見解，他表示「你們知道，事出必有因」；雖然他事後為此道歉，但仍堅稱以色列是「野蠻自由主義的前哨」，招致了一些以色列支持者的非難。
博韦有時訴諸非法行動，支持者則稱之為公民抗命。例如他曾「拆卸」了 Millau 鎮的麥當勞分店，拔除基因改造食品試驗田的作物，並在印度同志的幫助下拔除 CIRAD 實驗室栽種的基因改造米。
對於博韦以健康名義反對基因改造作物及快餐，FNSEA 表示了批判：該組織認為他投身非農業議題，導致農民聯盟在農業議會選舉中的得票數從 26% 跌至 19%。不過農民聯盟仍是法國第二大的農民工會。
2003年8月，他在另類全球化遊行「拉札克大會」中宣佈退下農民聯盟發言人一職。

### 農民之路發言人: 2004-2007
博韦仍繼續從事農民運動的國際串聯。在2004年6月於巴西舉行的農民之路第四屆國際大會上，他成為該團體的發言人，並受託負責國際性運動，目的在使人們認同糧食主權為一種新的人權。他出席於巴西聖保羅舉行的聯合國貿易及發展委員會會議，並向聯合國秘書長科菲·安南提出糧食主權訴求。

若泽·博韦與埃沃·莫拉萊斯

2004年6月，博韦到玻利維亞聲援入獄的哥倫比亞異議人士 Francisco Cortes。他受到左翼反對派領袖埃沃·莫拉萊斯（玻利維亞議員、古柯樹種植工會負責人兼該國最大左翼政黨社會主義前進黨領導人，2006年正式成為玻利維亞總統）及總統卡洛斯·梅薩的接待。
同年夏天，博韦與團體「志願割草者」（Faucheurs volontaires）展開摧毀露天基因改造作物試驗田的運動。9月，博韦受農民之路成員團體「韓國農民同盟」之邀，前往南韓參加紀念農民運動人士李京海的遊行。

### 《歐盟憲法條約》全民公決
2004年與2005年之際，博韦為了反對歐盟憲法展開鬥爭，他認為2004年關於歐盟憲法的《羅馬條約》極具自由主義傾向，並且是反社會的。法國主流政黨皆同意歐盟憲法，惟許多民眾則持否定態度。

### 2007年法國總統選舉

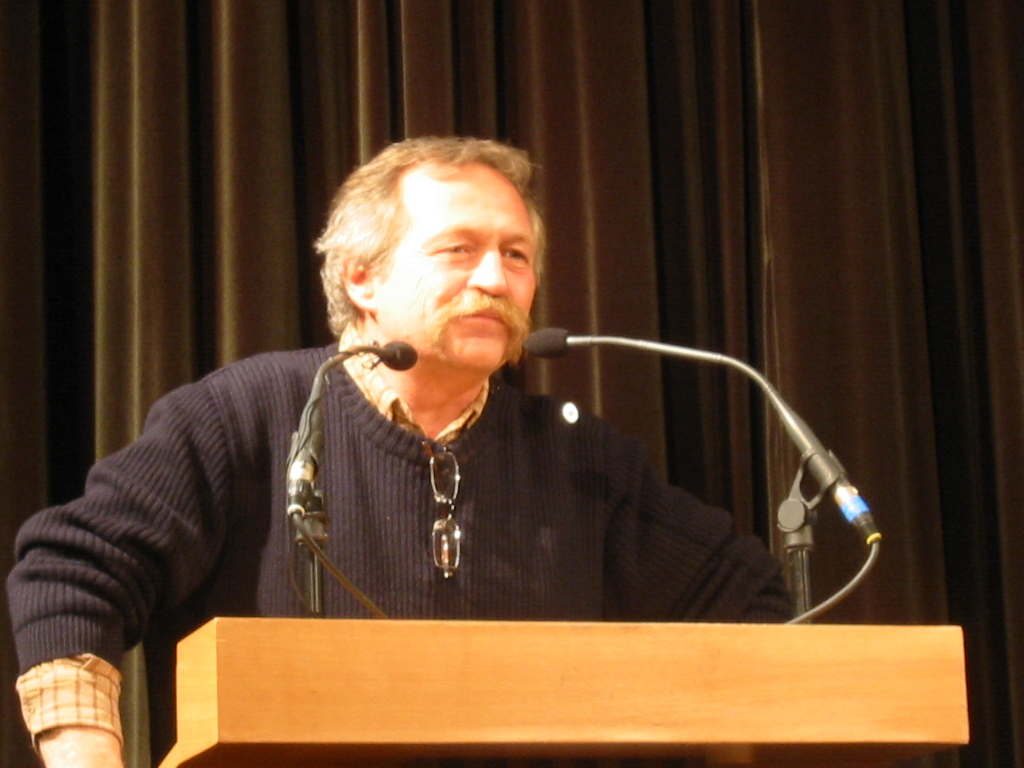
博韦在一場於貝桑松舉行的會議上（2007年）

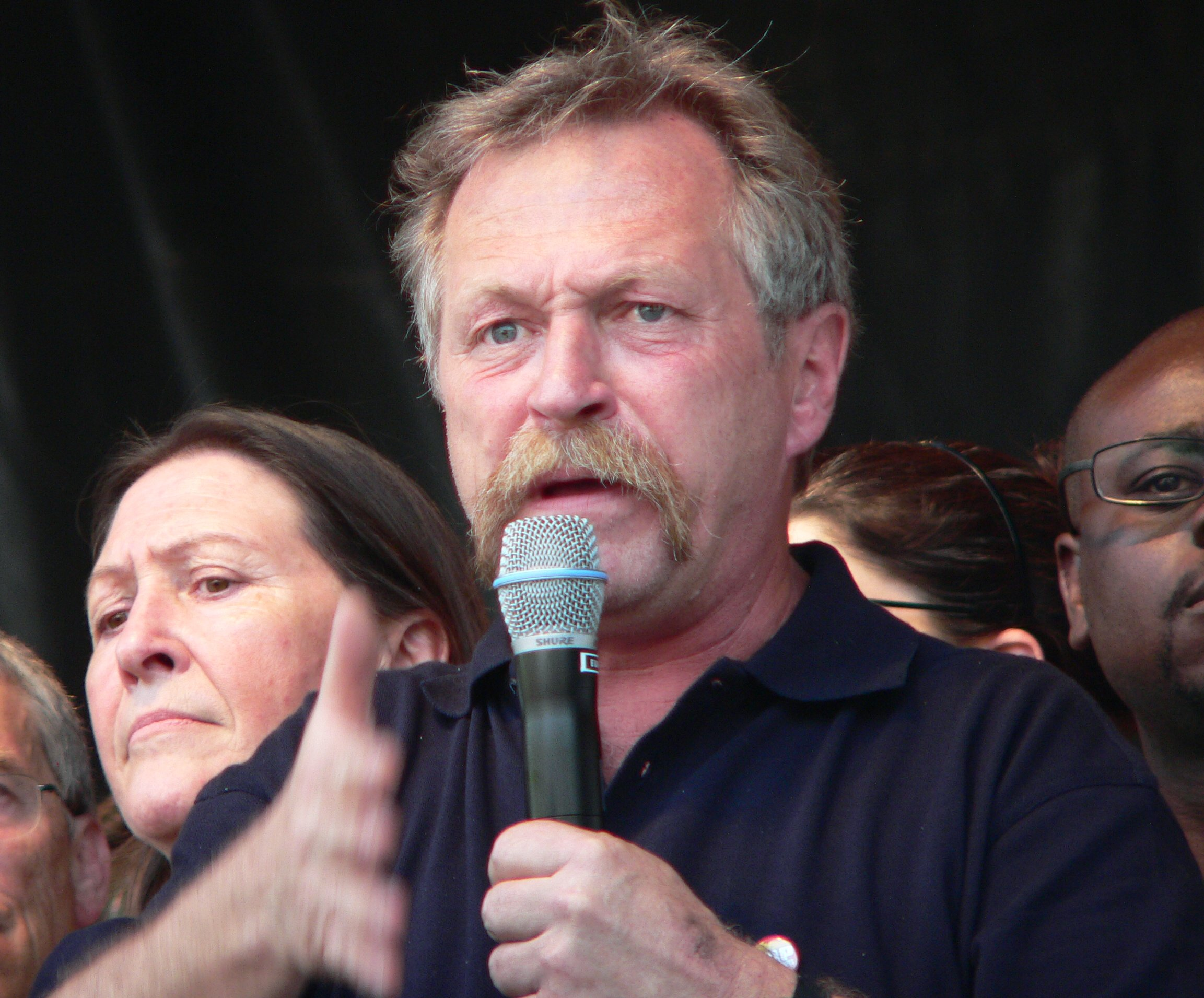
博韦在一場於巴黎舉行的會議上（2007年）

2005年10月，博韦宣稱依他之見，為了進一步推動左派的反歐盟憲法運動，必須結成反自由主義陣營，並在2007年的總統選舉中推出候選人。2006年5月，由大約800個團體組成了統一戰線 Collectif d'initiative unitaire national（簡稱 CIUN）。
2006年6月13日，他在《解放報》登載的一場訪談中宣佈參選，並自認能得到極左派選民的支持。他也開始積極介入與大選相關的各種活動。
2006年11月23日，因為預估法國共產黨欲推 Marie-George Buffet 參選，他宣佈「暫時」退出 CIUN 的提名作業。由於 CIUN 內部無法達成協商，部份人士開始連署由博韦出馬參選，連署人數迅速達到35000人。博韦在2007年2月1日正式宣佈參選，並表示他能「為左翼的另類選擇重啟希望」、「作沉默者的傳聲筒」。
CIUN 則表示博韦的參選只代表其支持者的意見，與該陣營無關。他的參選也在法國共產黨、綠黨與革命共產主義者同盟內部造成一些意見衝突。
博韦的特點主要在他吸引媒體關注的能力（這對農業議題特別困難）、投入運動以致入獄、其個人魅力及坦率的言論。他不屬任何政黨的這點事實，也得到部份未受既存黨派(法國社會黨及共產黨)。認可的左派人士支持。
他在2007年總統大選中還提出下述政見 ：
- 重視貧窮郊區及鄉村人口，及其享受公共服務的權利。
- 主張沒有新自由主義的另類全球化；
- 反對基因改造作物；
- 反對以快餐為代表的垃圾食物 （特別是麥當勞）和美國在全球的霸權。
- 反對種族主義。
- 支持男女平等。
- 平等居住權。
- 解散無效且過於暴力的反犯罪大隊。
- 反對大舉搜捕無證件居民(非法移民)。
- 管制街區的更新，以免摧毀過多的住房。
- 尊重自然資源，並保障其自由使用權。
- 發展無污染的大眾運輸工具。
- 發展可再生能源，並徹底停止歐式壓水式反應爐計畫。
- 保障鄉村農業文化。
- 對某些金融交易課稅。
- 反對八大工業國、國際貨幣基金與世界銀行的政策。
- 取消窮國債務。
- 糧食主權。

博韦受無政府主義影響，認為這是其公民抗命行動的訴求一部份。他援引《法國人權和公民權宣言》中關於抵抗壓迫的權利，喜讀克魯泡特金、Voline、內斯特·馬克諾、雷克呂斯、巴枯寧與亨利·戴維·梭羅（特別是其公民抗命論）等人的著作，尤其樂道他與義大利詩人朗薩· 戴勒瓦斯特的相遇。
博韦在對當代社會及抗爭的分析中，深受梭羅、甘地與埃呂爾的影響，此點表現於他對公民抗命、非暴力的堅持，以及對技術系統的批判。
2007年2月1日正式宣佈參選，當時在塞納-聖但尼省的勞工會所前聚集了四萬名支持者，雖然距截止日僅有45天，他仍成功得到足夠的連署人數。
此外，博韦還與下述組織有關：
- 農業共同開墾組合（Groupement agricole d'exploitation en commun）成員
- 農民聯盟（Confédération paysanne）發起人之一
- ATTAC發起人之一

博韦在首輪選舉中得到 1.32% 的選票，計有 483,008 票，在第二輪他投票支持社會黨候選人羅亞爾。

### 反對基因改造作物的鬥爭
博韦在基因改造作物方面的公民抗命為他帶來高度的媒體曝光率、惡名、訴訟、罰金、賠償以及牢獄之災。
在農民聯盟提出的報告中，最具爭議性的企業是孟山都。孟山都是一間美國企業，該企業對歐洲生物科技產業施加較嚴苛的規範，在批判者眼中，這種行為會帶來損害。此鬥爭的規模是全球性的：農民之路聲稱，強迫窮國農民種植基因改造作物，卻以專利為名不准他們重新栽種這些作物長出的種子，這是無可容忍的。這些抗爭在馬利、印度、拉丁美洲及香港等地爆發。
博韦最受爭議之處在於他採直接行動反對基因改造作物，他提出的理由如下：
- 所謂「預防原則」（Principe de précaution）
- 民眾健康[9]
- 多數民眾反對基因改造食品[10]
- 多數農民反對基因改造食品[11]
- 污染及除草劑攝取過量之風險[12]
- 對鄰近養蜂業的影響（具有殺蟲性的基因改造作物）
- 專利稅造成種植基因改造作物的農民陷入貧困
- 所謂「意見表達權」

根據法官的見解，博韦大可以採取合法途徑；即使法院已警告其行為既不能得到證成，也與目的不相稱，博韦仍堅行其「公民抗命」。另一方面，歐盟要求對基因改造作物的露天試驗田按月課以鉅額罰款，而該指令仍未施行於法國。
最後，博韦對基因改造作物研究的破壞被批評者指為「反智」，因為他阻止人們驗證這些作物究竟有害與否。生物學家已經實驗了基因改造食品對某類動物的影響，如昆蟲及齧齒目動物。也有研究指出一些種植在法國的基因改造食品是危險的，然而為了保護企業利益，這些結果卻被政府機關掩蓋了，如此將對民眾健康造成潛在威脅。
在阿根廷，基因改造作物使用了大量除草劑，不但威脅消費者健康，也影響鄰近田地與居民；此外，外國補貼下的基因改造作物農業加速鄉下小農的外流，使得城市貧民窟擴大。
博韦宣佈的主要攻擊目標是露天種植的基因改造作物，其風險已廣為人知；但他也破壞了植於溫室或 CIRAD 實驗室內的基因改造作物。

## 軼聞
- 2007年1月博韦曾與比爾·蓋茨在巴黎短暫會面[20]。

### 音樂
- Allez José Wallé，Les Zizous （页面存档备份，存于） 演唱。
- J'osais Bové，Gustave Parking 演唱。
- Vas-Y José ，Les Sales Majestés 樂團演唱。

### 博韦的著作
- Nous, Paysans (2000年)，與 Gilles Luneau 合著。
- Le Monde n'est pas une marchandise ; des paysans contre la malbouffe (2001年) ，與 François Dufour 及 Gilles Luneau 合著
- Rural! - Chronique d'une collision politique (2001年)，與 Étienne Davodeau 合著。
- Retour de Palestine (2002年)
- Paysan du Monde (2002年)，與 Gilles Luneau 合著。
- La Confédération paysanne (2003年)，與 Yves Manguy 合著。
- Pour la désobéissance civique (2004年)，與 Gilles Luneau 合著。
- Candidat rebelle (2007年)